# Galatella biflora
Galatella biflora — вид квіткових рослин з родини айстрових (Asteraceae).

## Поширення
Країни зростання: Казахстан, Киргизстан, Україна, Росія, Сіньцзян.
В Україні вид росте у степах, на степових схилах, у чагарниках — на півдні Лісостепу, у Степу.

## Біоморфологічна характеристика
Це трав'яниста багаторічна рослина 45–100 см заввишки, волосиста чи майже гола; кореневище коротке. Стебла численні, рідше поодинокі, прямовисні. Листки щільні, нижнє — опадає після цвітіння; середнє — сидяче, зазвичай брудно-зелене, плвстинки довгасто-ланцетні чи від ланцетних до лінійно-ланцетних, 5.5-6 × 0.4–0.5 см, на поверхні залозисто-крапчасті, 3-жилкові, верхівка довго загострена; верхні — редуковані, лінійно-ланцетні. Квіткові голови численні, зазвичай у щільних, рідко злегка нещільних, щиткоподібних суцвіттях, 8–11 × 10–12 мм. Філлярії 3- або 4-рядні, жовтувато-зелені. Променеві квітки зазвичай відсутні, рідко 1–3 (або 4); дискові квітки 8–25, блідо-жовті, 6–7 мм. Сім'янки довгасті, 3,5–4 мм, густо-білі шовковисті. Папус білуватий, 5–6 мм. Цвітіння й плодоношення: липень — вересень.